# Amphicnemis gracilis
Amphicnemis gracilis – gatunek ważki z rodziny łątkowatych (Coenagrionidae).